# Betačtenář
Betačtenář, anglicky betareader (beta-reader) je pojmenování osoby, která je obvykle testovacím čtenářem jakéhokoliv literárního díla; knihy, povídky, článku, aj. Do češtiny by se dalo toto povolání přeložit jako druhý čtenář. V praxi to znamená, že tato osoba čte dané dílo ihned po spisovateli a tak je druhým čtenářem (potažmo třetím, pokud ji dříve čte korektor). Betareader poskytuje zpětnou vazbu autorovi, upozorňuje na nelogické aspekty a další podobné věci. Jeho prací však není opravovat text - gramaticky ani stylisticky, tuto práci provádí tzv. korektor. Osoba, která se chce stát betareaderem, nemusí být profesionál, ale většina spisovatelů, kteří bety hledají, požadují alespoň základní znalosti českého jazyka, nebo jazyka, ve kterém je dané dílo napsáno, více požadavků je vždy individuální. Betareader většinou nebývá ohodnocen platem nebo jiným prostředkem, ale to v případě, že to není profesionál, nebo někdo s vystudovaným oborem, který je propojen s českým jazykem - např. lingvistika, bohemistika, potažmo i žurnalistika aj. Ale i bez platového ohodnocení nebo vystudovaného oboru, to mnohdy může být pozoruhodná a zajímavá práce.
V České republice je tato osoba však stále ještě pro mnoho lidí neznámá, ale i přesto je betareader hojně využíván v celém světě, včetně Česka.